# Шаби Алонсо
Шабиер Алонсо Олано (на испански: Xabier Alonso Olano), по-известен като Ша̀би Ало̀нсо, е испански футболист, полузащитник, и треньор.

## Кариера

### Кариера като футболист

#### Начало
Дебютира в професионалния футбол през 1999 г. в отбора на Реал Сосиедад, когато е на 18 г.
Последва един сезон под наем в Ейбар, след което се завръща в тима от Сан Себастиян. Качествата му бързо са забелязани от треньора Джон Тошак, който бързо го превръща в несменяем титуляр в средата на терена.
В Ла Реал остава до лятото на 2004 г., когато е привлечен от Ливърпул.

#### Ливърпул
Дебютният мач на Алонсо в Ливърпул е на 29 август 2004 г. в мач от Висшата лига на Англия срещу отбора на Болтън Уондърърс.
Именно във Висшата лига Алонсо отбелязва и първия си гол като футболист на Ливърпул – гол от пряк свободен удар срещу отбора на Фулъм. През 2005 г. Алонсо става герой във финала на Шампионската лига срещу Милан, който води на полувремето с 3:0. През втората част футболистите на Ливърпул показват добра игра и резултатът става 3:2. В края на мача Ливърпул получава дузпа, изпълнена от Алонсо. След изстрела вратарят на Милан отбива топката, но при втория изстрел Алонсо не греши и Ливърпул изравнява. Впоследствие Ливърпул печели след изпълнение на дузпи.

#### Реал Мадрид
В началото на август 2009 г. преминава в Реал Мадрид, а кралският клуб плаща за него трансферна сума в размер на 30 милиона евро.
На 8 януари 2014 г. Алонсо подписва нов договор с Реал Мадрид до лятото на 2016 година. Новият договор включва и увеличение на годишната му заплата от 4,5 млн. на 6 млн. евро.
С екипа на кралете печели по веднъж титлата на Испания (2011/12) и Шампионската лига (2013/14) и два пъти Купата на краля (2010/11, 2013/14).

#### Байерн Мюнхен
На 28 август 2014 г. спортният директор на Байерн Мюнхен – Матиас Замер съобщава за медиите, че Шаби Алонсо е договорен и ще играе за германския шампион за следващите 2 сезона. Ден по-късно новината е потвърдена и от Реал Мадрид, а още същия ден Алонсо е представен официално като играч на Байерн. Трансферната сума не се споменава, но според повечето спортни източници тя е в размер на 10 млн. евро. При баварците играе последователно под ръководството на Хосеп Гуардиола и Карло Анчелоти, като става три последователни пъти шампион на Германия.
През лятото на 2017 г. прекратява кариерата си на 36-годипна възраст.

#### Национален отбор
Дебютира в националния отбор през 2003 г., като е последователно част от състава на Евро 2004 и Световното през 2006 г., където заедно с Шави Ернандес и Андрес Иниеста е ядрото на халфовата линия на Ла Фурия Роха.
Испания печели следващите три последователни големи футболни форума, на които взема участие. На Евро 2008 тимът достига до финала, където поваля Германия. Това е втора европейска титла за страната. На Световното през 2010 г. съставът печели и историческа първа световна титла след успех над Нидерландия на финала. Успехите продължават и на Евро 2012, което отново е спечелено. Алонсо е несменяем титуляр във формацията, постигнала всички тези успехи.
След провала на Световното през 2014 г. Алонсо прекратява международната си кариера, която включва 114 мача и 16 попадения.

### Треньорска кариера
Година след като прекратява активната си спортна кариера, Алонсо застава край тъчлинията, започвайки работа в юношеските формации на един от бившите си отбори – Реал Мадрид. Там остава в продължение на година, след което се завръща в отбора, дал му път като футболист – Реал Сосиедад.
В Страната на баските Алонсо работи в течение на три кампании, като ръководи дублиращия състав на синьо-белите.
През есента на 2022 г. се завръща в Германия, за да приеме първото си треньорско назначение в професионалния футбол, поемайки юздите на Байер Леверкузен. Преди пристигането на Алонсо аспирините се представят кошмарно в първенството, като след първите осем кръга заемат предпоследната 17-а позиция.
Алонсо бързо успява да преобрази формата и да постигне подобраване на резултатите, като до края на шампионата успява да вдигне отбора до 6-а позиция в крайното класиране. В Лига Европа достига до полуфиналите, където отпада след минимално поражение от тима на Рома, воден от Жозе Моуриньо – друг треньор, под чието ръководство играе през активната си кариера.

## Статистика

### Клубна
| Отбор             | Сезон             | Първенство | Първенство | Купа1  | Купа1  | Купа на лигата | Купа на лигата | Европа | Европа | Други2 | Други2 | Общо   | Общо   |
| Отбор             | Сезон             | Мачове     | Голове     | Мачове | Голове | Мачове         | Голове         | Мачове | Голове | Мачове | Голове | Мачове | Голове |
| ----------------- | ----------------- | ---------- | ---------- | ------ | ------ | -------------- | -------------- | ------ | ------ | ------ | ------ | ------ | ------ |
| Реал Сосиедад     | 1999/2000         | 0          | 0          | 1      | 0      | –              | –              | 0      | 0      | –      | –      | 1      | 0      |
| Реал Сосиедад     | Общо              | 0          | 0          | 1      | 0      | –              | –              | 0      | 0      | –      | –      | 1      | 0      |
| Ейбар             | 2000/01           | 14         | 0          | 0      | 0      | –              | –              | 0      | 0      | –      | –      | 14     | 0      |
| Ейбар             | Общо              | 14         | 0          | 0      | 0      | –              | –              | 0      | 0      | –      | –      | 14     | 0      |
| Реал Сосиедад     | 2000/01           | 18         | 0          | 0      | 0      | –              | –              | 0      | 0      | –      | –      | 18     | 0      |
| Реал Сосиедад     | 2001/02           | 29         | 3          | 0      | 0      | –              | –              | 0      | 0      | –      | –      | 29     | 3      |
| Реал Сосиедад     | 2002/03           | 33         | 3          | 1      | 0      | –              | –              | 0      | 0      | –      | –      | 34     | 3      |
| Реал Сосиедад     | 2003/04           | 34         | 3          | 0      | 0      | –              | –              | 8      | 1      | –      | –      | 42     | 4      |
| Реал Сосиедад     | Общо              | 114        | 9          | 1      | 0      | –              | –              | 8      | 1      | –      | –      | 123    | 10     |
| Ливърпул          | 2004/05           | 24         | 2          | 0      | 0      | 0              | 0              | 8      | 1      | –      | –      | 32     | 3      |
| Ливърпул          | 2005/06           | 35         | 3          | 5      | 2      | 0              | 0              | 10     | 0      | 3      | 0      | 53     | 5      |
| Ливърпул          | 2006/07           | 32         | 4          | 1      | 0      | 2              | 0              | 15     | 0      | 1      | 0      | 51     | 4      |
| Ливърпул          | 2007/08           | 19         | 2          | 3      | 0      | 1              | 0              | 4      | 0      | –      | –      | 27     | 2      |
| Ливърпул          | 2008/09           | 33         | 4          | 3      | 0      | 1              | 0              | 10     | 1      | –      | –      | 47     | 5      |
| Ливърпул          | Общо              | 143        | 15         | 12     | 2      | 4              | 0              | 47     | 2      | 4      | 0      | 210    | 19     |
| Реал Мадрид       | 2009/10           | 34         | 3          | 0      | 0      | –              | –              | 7      | 0      | –      | –      | 41     | 3      |
| Реал Мадрид       | 2010/11           | 34         | 0          | 7      | 1      | –              | –              | 11     | 0      | –      | –      | 52     | 1      |
| Реал Мадрид       | 2011/12           | 36         | 1          | 4      | 0      | –              | –              | 10     | 0      | 2      | 1      | 52     | 2      |
| Реал Мадрид       | 2012/13           | 28         | 0          | 7      | 0      | –              | –              | 10     | 0      | 2      | 0      | 47     | 0      |
| Реал Мадрид       | 2013/14           | 26         | 0          | 7      | 0      | –              | –              | 9      | 0      | 0      | 0      | 42     | 0      |
| Реал Мадрид       | 2014/15           | 0          | 0          | 0      | 0      | –              | –              | 0      | 0      | 2      | 0      | 2      | 0      |
| Реал Мадрид       | Общо              | 158        | 4          | 25     | 1      | –              | –              | 47     | 0      | 6      | 1      | 236    | 6      |
| Байерн Мюнхен     | 2014/15           | 26         | 2          | 4      | 0      | –              | –              | 10     | 2      | 0      | 0      | 40     | 4      |
| Байерн Мюнхен     | 2015/16           | 26         | 0          | 4      | 1      | –              | –              | 8      | 1      | 1      | 0      | 39     | 2      |
| Байерн Мюнхен     | 2016/17           | 27         | 3          | 3      | 0      | –              | –              | 7      | 0      | 1      | 0      | 38     | 3      |
| Байерн Мюнхен     | Общо              | 79         | 5          | 11     | 1      | –              | –              | 25     | 3      | 2      | 0      | 117    | 9      |
| Общо за кариерата | Общо за кариерата | 508        | 33         | 50     | 4      | 4              | 0              | 128    | 6      | 11     | 1      | 701    | 44     |

1 Включва мачове за ФА Къп и Купа на краля
2 Включва мачове за Суперкупа на УЕФА, Световно клубно първенство на ФИФА, Къмюнити Шийлд и Суперкупа на Испания

### Национална
| Отбор   | Сезон | Мачове | Голове |
| ------- | ----- | ------ | ------ |
| Испания |       |        |        |
| 2002/03 | 1     | 0      |        |
| 2003/04 | 10    | 0      |        |
| 2004/05 | 6     | 0      |        |
| 2005/06 | 12    | 1      |        |
| 2006/07 | 8     | 0      |        |
| 2007/08 | 10    | 2      |        |
| 2008/09 | 14    | 4      |        |
| 2009/10 | 15    | 4      |        |
| 2010/11 | 10    | 1      |        |
| 2011/12 | 16    | 3      |        |
| 2012/13 | 5     | 0      |        |
| 2013/14 | 5     | 1      |        |
| Общо    | Общо  | 112    | 16     |

## Успехи

### Като футболист

#### Клубни
Ливърпул
- Носител на ФА Къп (1): 2006
- Носител на Къмюнити Шийлд (1): 2006
- Победител в Шампионската лига (1): 2005
- Носител на Суперкупата на УЕФА: 2005

 Реал Мадрид
- Шампион на Испания (1): 2011/12
- Носител на Купата на краля (2): 2010/11, 2013/14
- Носител на Суперкупата на Испания (1): 2012
- Победител в Шампионската лига (1): 2013/14
- Носител на Суперкупата на Европа: 2014

 Байерн Мюнхен
- Шампион на Германия (3): 2014/15, 2015/16, 2016/17
- Носител на Купата на Германия (1): 2015/16
- Носител на Суперкупата на Германия (1): 2016

#### Национални
Испания
- Световен шампион (1): 2010
- Европейски шампион (2): 2008, 2012

### Като треньор
Байер Леверкузен
- Шампион на Германия (1): 2023/24